# Georgie Weeratunga
Georgie Weeratunga (bürgerlich Georg Weeratunga; * 7. Oktober 1973 in Göttingen) ist ein deutscher Musikproduzent, Grafik-, Video- und Sounddesigner und Frontmann der Band nude, die er auch produziert. Er ist der Großneffe des Sängers und Musikproduzenten Ramesh Weeratunga. Musikalisch beeinflusst wurde er von The Prodigy.

Georgie Weeratunga beim Auftritt mit nude (2010)

## Leben
Weeratunga wurde 1973 in Göttingen geboren. Sein Vater ist sri-lankischer Abstammung, seine Mutter Britin. Im Alter von einem Jahr zog seine Familie nach Exeter, Großbritannien. Mit sieben Jahren kehrten er und seine Familie schließlich nach Deutschland zurück. Weeratunga begeisterte sich schon früh für Musik und Sound.
Ab 1991 arbeitete er mit Torsten Stenzel zusammen. Gemeinsam mit ihm machte er seine ersten Gehversuche als Produzent, Rapper und Beatboxer unter dem Alias Lyrical Terrorist, unter dem er auch jeweils eine Single zu den Alben Technolyt Trax Volume One und Volume Two beisteuerte, die 1991 und 1992 dann unter ZYX Music erschien. Die beiden Tonträger umfassten jeweils weitere Tracks von Weeratunga, die er unter dem Synonym The Outlaw Posse veröffentlichte.
Er verbrachte viel Zeit in der Frankfurter Hip-Hop-Szene im Umfeld von Iz und Tone (Konkret Finn) und verfeinerte dort sein Beatboxing, das seinen Stil maßgeblich beeinflusste. Im selben Jahr wirkte er an einem Track des Albums Lava des Rapmusikers Volkan T. mit. Bei der Produktion dieses Tracks nahm er auch mit Boulevard Bou und Torch Kontakt auf.
2004 steuerte er das Lied Mother Earth zum Album seines Großonkels Ramesh Weeratunga namens Re-Visited bei, das auf Jubilee Records erschien.
Von 2005 bis 2010 unterhielt er musikalische Kooperationen mit deutschen Künstlern wie 2Raumwohnung und Herbert Grönemeyer, sowie den Briten Mattafix und dem US-Amerikaner Xzibit, aus denen einige Remixes entstanden.
2006 schließlich wurde er in die bereits bestehende Band nude aufgenommen. Eine besonders fruchtbare Zusammenarbeit mit Marc.W und Isabelle.G ließ im Jahr 2006 das Album Fake Credibility, im Jahre 2008 Black Box und schließlich 2010 das bisherige musikalische Hauptwerk der Band, Basic Guerilla Moves, entstehen.
2013 wurde der Track You Had it Coming für den Soundtrack des Films Nichts für Feiglinge ausgewählt. Ebenfalls 2013 produzierte er einen Score-Track für den Crowdfunding-Film The Cosmonaut.
Von 2014 bis 2015 arbeitete er mit der Band Transmitter zusammen. Aus dieser Kollaboration entstanden ein Remix des Liedes Panic Attack von nude und ein Ghosttrack auf dem neuen Transmitter-Album. Im Jahre 2015 brachte er schließlich die Single Just ME heraus auf der die Tracks Lights Are Out und Too Much zu hören sind.

## Diskografie

### Alben
- 2003: Various - The Afro Pharma Experience, Track 9: Afrofarmer
- 2006: Fake Credibility mit nude
- 2008: Black Box mit nude
- 2010: Basic Guerilla Moves mit nude
- 2016: Database Instrumentals (Ultra DEF.)

### EPs
- 2009: Shame mit nude
- 2009: Time mit nude
- 2009: Panic Attack mit nude
- 2010: Ruff, Rugged + Raw mit nude
- 2011: Let Me Go mit nude
- 2012: Being Boiled
- 2015: Just ME
- 2024: DramaQueen

### Singles
- 1991: Lyrical Terrorist als Lyrical Terrorist
- 1998: Six Foot Six als Lyrical Terrorist
- 2004: Mother Earth (Georgie Weeratunga Remix) mit Ramesh
- 2007: Club Box One
- 2007: Black Box mit nude
- 2008: People Theatre vs nude mit nude
- 2008: Instead of Me / Itsatoon (Kubatko Remix) mit Kubatko, Lex da Hexa & Twintone
- 2009: Unchained mit nude
- 2009: Inside mit nude
- 2010: The Beast Inside mit nude
- 2010: Nude (5) / Sabotage* – Souvenir
- 2011: Let me go mit nude
- 2012: Something Good mit nude

## Filmografie
- 2013: Das Leben ist nichts für Feiglinge (Soundtrack)